# Admir Vladavić
Admir Vladavić (Ljubinje, 29 giugno 1982) è un ex calciatore bosniaco, di ruolo centrocampista.

## Palmarès

### Club

#### Competizioni nazionali
- Campionato austriaco: 1

Salisburgo: 2009-2010
- Campionato slovacco: 1

Zilina: 2006-2007
- Supercoppa di Slovacchia: 1

Zilina: 2007